# Suveräna furstendömet Förenade Nederländerna
Suveräna furstendömet Förenade Nederländerna (nederländska: Soeverein Vorstendom der Verenigde Nederlanden, franska: Principauté Souveraine des Pays-Bas Unis) var ett suveränt furstendöme i Västeuropa åren 1813–1815, utropat efter Napoleonkrigen och godkänt av Wienkongressen.
När Nederländerna 1813 intogs av Preussens och Rysslands soldater, tog många det för givet att den nya statsbildningen skulle ledas av Vilhelm Fredrik, sonen till sista ståthållaren i Republiken Förenade Nederländerna, William V och Frederika Wilhelmina. Vilhelm Fredrik återvände till Haag, och i december 1813 utropade 1813 års triumvirat (ned. Driemanschap) honom till kung. Han antog dock titeln "suverän furste av Nederländerna". Han utropade sig däremot till kung 1815 under namnet Vilhelm I, då Suveräna furstendömet Förenade Nederländerna slogs samman med Södra Nederländerna och blev Kungariket Förenade Nederländerna.